# 圣基多福堂 (阿斯科利皮切诺)

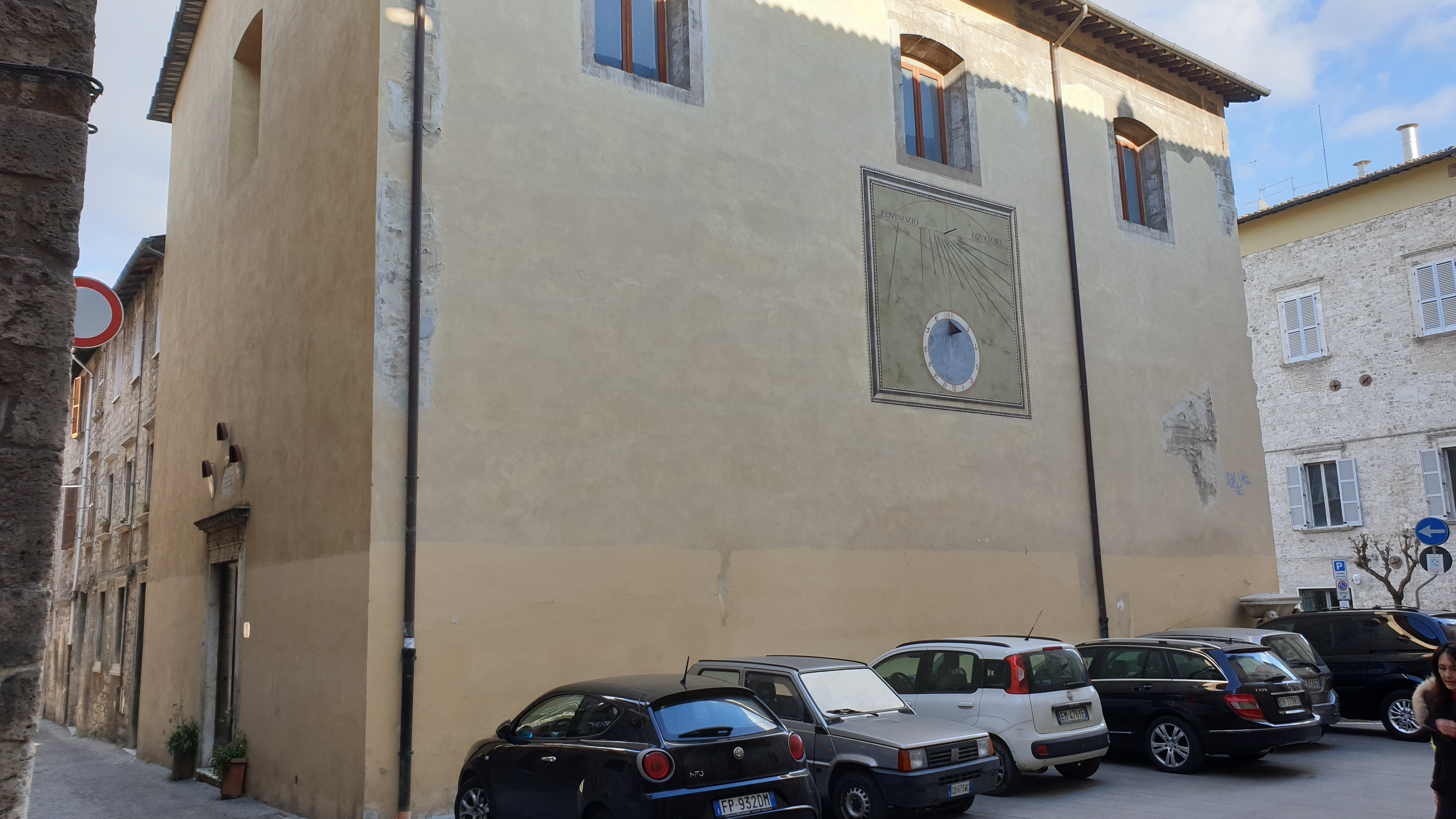
阿斯科利皮切诺的圣基多福堂

圣基多福堂（San Cristoforo）是一座巴洛克风格的罗马天主教堂，位于意大利马尔凯大区阿斯科利皮切诺镇的阿吉利亚诺街。
圣基多福堂最初是善终兄弟会(Confraternita della Buona Morte）的经堂，这个团体负责照顾被判处死刑的人。1593–1598 年，该堂在14 世纪老教堂的旧址重建。立面可追溯至 1603 年，但教堂直到 1790 年才完工。内部有当地建筑师朱塞佩·吉奥萨法蒂设计的三座灰泥祭坛。教堂藏有卢多维科·特拉西的祭坛画，描绘圣尼各老的奇迹，还有尼古拉·安东尼奥·蒙蒂的祭坛画《炼狱中的灵魂》。 